# Co se stane dál
Co se stane dál (2022) je povídková kniha nakladatelství Listen, 54. svazek edice Česká povídka. Obsahuje 10 povídek různých českých spisovatelek.

## Povídky
- Alena Mornštajnová – Domů
- Kateřina Tučková – Tichá pomoc
- Michaela Klevisová – Co se stane dál
- Petra Dvořáková – Tchyně
- Aňa Geislerová – Návrat
- Viktorie Hanišová – Marie nemá děti
- Markéta Pilátová – Máma ze snu
- Dora Čechova – Dívka s úsměvem trochu nakřivo
- Anna Bolavá – Šestinedělí B
- Irena Hejdová – Difenbachie

## Nakladatelské údaje
- Co se stane dál, Listen, 2022 ISBN 978-80-242-8406-4